# Aleš Ježek
Aleš Ježek (ur. 25 czerwca 1990 w Taborze) – czeski hokeista.
Jego brat Ondřej (ur. 1987) także został hokeistą.

## Kariera
- HC Czeskie Budziejowice U18 (2004–2007)
- HC Czeskie Budziejowice U20 (2007–2011)
- HC Czeskie Budziejowice (2009/2010, 2010/2011)
  -  KLH Jindřichův Hradec (2009/2010)
  -  HC Tabor (2010/2011)
  -  IHC Pisek (2010/2011)
- HC Lev Poprad (2011–2012)
  -  Tatranskí Vlci (2011–2012)
- Zauralje Kurgan (2012–2013)
- HK Ałmaty (2013–2014)
- CSK WWS Samara (2014–2015)
- MsHK Žilina (2015–2016)
- HK Poprad (2017–2019)
- Unia Oświęcim (2019)
- Cracovia (2019–)

Wychowanek OLH Spartak Soběslav. Do 2011 grał w drużynach klubu HC Czeskie Budziejowice. Został zawodnikiem słowackiej drużyny HC Lev Poprad, występującej w rosyjskich rozgrywkach KHL. w tym czasie grał jednocześnie w juniorskim zespole Tatranskí Vlci w lidze MHL. W sezonie 2012/2013 był zawodnikiem rosyjskiej drużyny Zauralje Kurgan w lidze WHL. W sezonie 2013/2014 grał w ekipie HK Ałmaty w lidze kazachskiej. W sezonie 2014/2015 występował w zespole CSK WWS Samara z rosyjskiej ligi RHL. Następnie powrócił na Słowację i od sierpnia 2015 był zawodnikiem MsHK Žilina, a od 2016 przed dwa sezony reprezentował HK Poprad. W październiku 2018 został zakontraktowany przez Unię Oświęcim z Polskiej Hokej Lidze. W styczniu 2019 został zaangażowany przez Comarch Cracovię. Wiosną 2021 przedłużył tam kontrakt. Przed sezonem 2023/2024 wybrany kapitanem drużyny.
Był kadrowiczem reprezentacji Czech do lat 17. Uczestniczył w turnieju mistrzostw świata juniorów do lat 18 edycji 2008 (Dywizja I).

## Sukcesy
Reprezentacyjne
- Awans do Elity mistrzostw świata do lat 18: 2008

Klubowe
- Srebrny medal RHL: 2015 z CSK WWS Samara
- Srebrny medal mistrzostw Polski: 2021 z Cracovią
- Puchar Polski: 2021 z Cracovią
- Puchar Kontynentalny: 2022 z Cracovią